# Polska Kwatera Wojenna na cmentarzu Ohlsdorf w Hamburgu

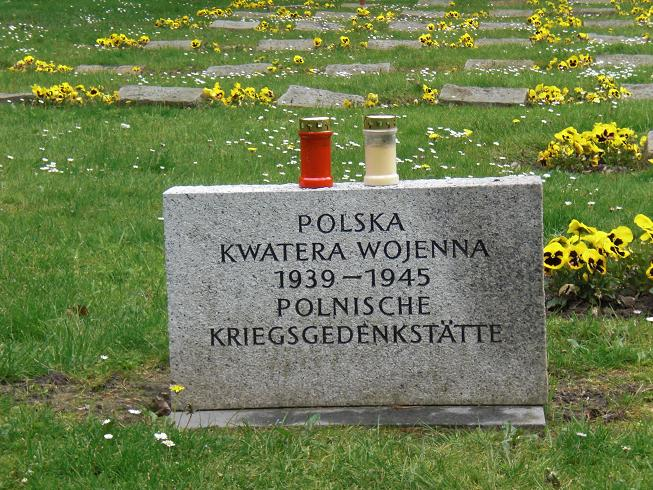
Tablica pamiątkowa

Polska Kwatera Wojenna 1939-1945 (niem. Polnische Kriegsgräberstätte Hamburg-Ohlsdorf) – znajduje się na terenie cmentarza w dzielnicy Ohlsdorf w Hamburgu. Kwatera-pomnik ulokowana jest w pobliżu wschodnich wejść na cmentarz (Bramfeld, Bramfelder Chaussee), obok Kaplicy 13, została założona w 1949.

## Projekt architektoniczny
Założenie składa się z dużego kamiennego krzyża z pięcioma mniejszymi kamiennymi krzyżami z obu jego stron.
Na kamiennej tablicy u stóp krzyża wyryto dwujęzyczny napis:
„Polakom - ofiarom nazistowskiej agresji i wojny 1939–1945“
„Den Polen - den Opfern der Naziaggression und des Kriege“
W pobliżu znajdują się leżące płyty kamienne, oznaczające pozostałe groby. Lista pochowanych obejmuje 300 nazwisk.

## Inne polskie groby wojenne i miejsca upamiętnienia
- W Brytyjskiej Kwaterze Wojennej na cmentarzu Ohlsdorf, pochowanych jest 8 polskich pilotów z RAF.[3]
- Na Nowym Cmentarzu Hamburg-Harburg w północno-zachodniej części miasta spoczywa 16 polskich żołnierzy Powstania Warszawskiego, którzy będąc wywiezieni na roboty przymusowe zginęli w nalocie 22 marca 1945. Więcej Polaków spoczywa w międzynarodowej mogile zbiorowej w centralnej części cmentarza[4].
- Na terenie byłego obozu koncentracyjnego w Neuengamme znajduje się Pomnik Polaków deportowanych z Powstania Warszawskiego.